# Uromys imperator
Uromys imperator  (Thomas, 1888) è un roditore della famiglia dei Muridi, endemico di Guadalcanal, Isole Salomone.

## Descrizione

### Dimensioni
Roditore di grandi dimensioni, con lunghezza della testa e del corpo tra 340 e 350 mm, la lunghezza della coda tra 250 e 258 mm, la lunghezza del piede tra 64 e 66 mm e la lunghezza delle orecchie tra 19 e 20 mm.

### Aspetto
La pelliccia è alquanto lanosa. Le parti superiori sono grigio scure brizzolate, mentre quelle inferiori sono biancastre. Le orecchie sono corte e arrotondate. Le zampe anteriori sono biancastre, i piedi sono larghi e biancastri, la pianta è priva di peli con dei grossi cuscinetti carnosi lisci. La coda è più corta della testa e del corpo ed è ricoperta da 9-11 anelli di scaglie per centimetro.

## Biologia

### Comportamento
È una specie arboricola e talvolta terricola.

## Distribuzione e habitat
Questa specie è endemica dell'Isola di Guadalcanal, Isole Salomone.
Vive nelle foreste montane muschiose nelle pianure settentrionali e lungo la costa dell'isola.

## Conservazione
La IUCN Red List, considerato che non sono stati osservati più individui dal 1888, classifica M.imperator come specie in grave pericolo (CR). È probabilmente da ritenersi estinto.